# Comuna Bobrîțea, Iemilciîne
Bobrîțea (în ucraineană Бобрицька сільська рада) este o comună în raionul Iemilciîne, regiunea Jîtomîr, Ucraina, formată din satele Bobrîțea (reședința) și Iosîpivka.

## Demografie
Componența lingvistică a comunei Bobrîțea
     Ucraineană (98,8%)
     Rusă (1,2%)
Conform recensământului din 2001, majoritatea populației comunei Bobrîțea era vorbitoare de ucraineană (98,8%), existând în minoritate și vorbitori de rusă (1,2%).